# Centrale de création urbaine
 (janvier 2014).
Si vous disposez d'ouvrages ou d'articles de référence ou si vous connaissez des sites web de qualité traitant du thème abordé ici, merci de compléter l'article en donnant les références utiles à sa vérifiabilité et en les liant à la section « Notes et références ».
La Centrale de création urbaine (CCU) est une association loi de 1901 qui réunit des investisseurs-constructeurs du secteur public et privé pour concevoir de nouvelles formes de contractualisation pour la réalisation de projets urbains. Sept investisseurs-constructeurs fondateurs et un professionnel de la syndication de projet sont à l'origine de cette association unique en France.

## Champs d'action
La Centrale de création urbaine est spécialisée dans la syndication de projets urbains dans le cadre des nouvelles dispositions règlementaires (PUP).
La Centrale de création urbaine intervient pour concevoir, organiser et piloter le dispositif partenarial entre tous les acteurs : la Ville et ses habitants, l'aménageur, et les investisseurs-constructeurs du secteur public et privé. La Centrale de création urbaine met au point les solutions contractuelles et financières nécessaires au déploiement du Projet urbain partenarial (PUP).

## Services proposés par la CCU
- Organisation du dispositif de concertation et de dialogue participatif
- Montages juridiques et financiers des conventions PUP
- Coordination des procédures de dialogue compétitif avec les entreprises
- Élaboration de plateformes interactives de communication urbaine

## Les partenaires et associés

### Associés fondateurs
- GCE Habitat
- 3F
- Les Nouveaux Constructeurs
- OGIC
- OPAC du Val de MArne - Expansiel
- Pitch Promotion
- Sodes

### Autres partenaires
- Kaufman & Broad
- Terralia
- Groupe Gambetta
- Sogeprom
- RRP Sadif
- Logial

## Exemples de projets

### Les Temps Durables
Écoquartier en cours de construction, dans la zone de la Ballastière, à Limeil-Brévannes.

### Pôle RER A
Création d'un complexe multi-modal (Habitations, bureaux, résidence hôtelière, services...) sur le site de la gare du RER de Nogent-sur-Marne.

### Quartier du Vert Pays
Quartier de type cité-jardin situé à Vaujours.